# Eben Gowrie Waterhouse

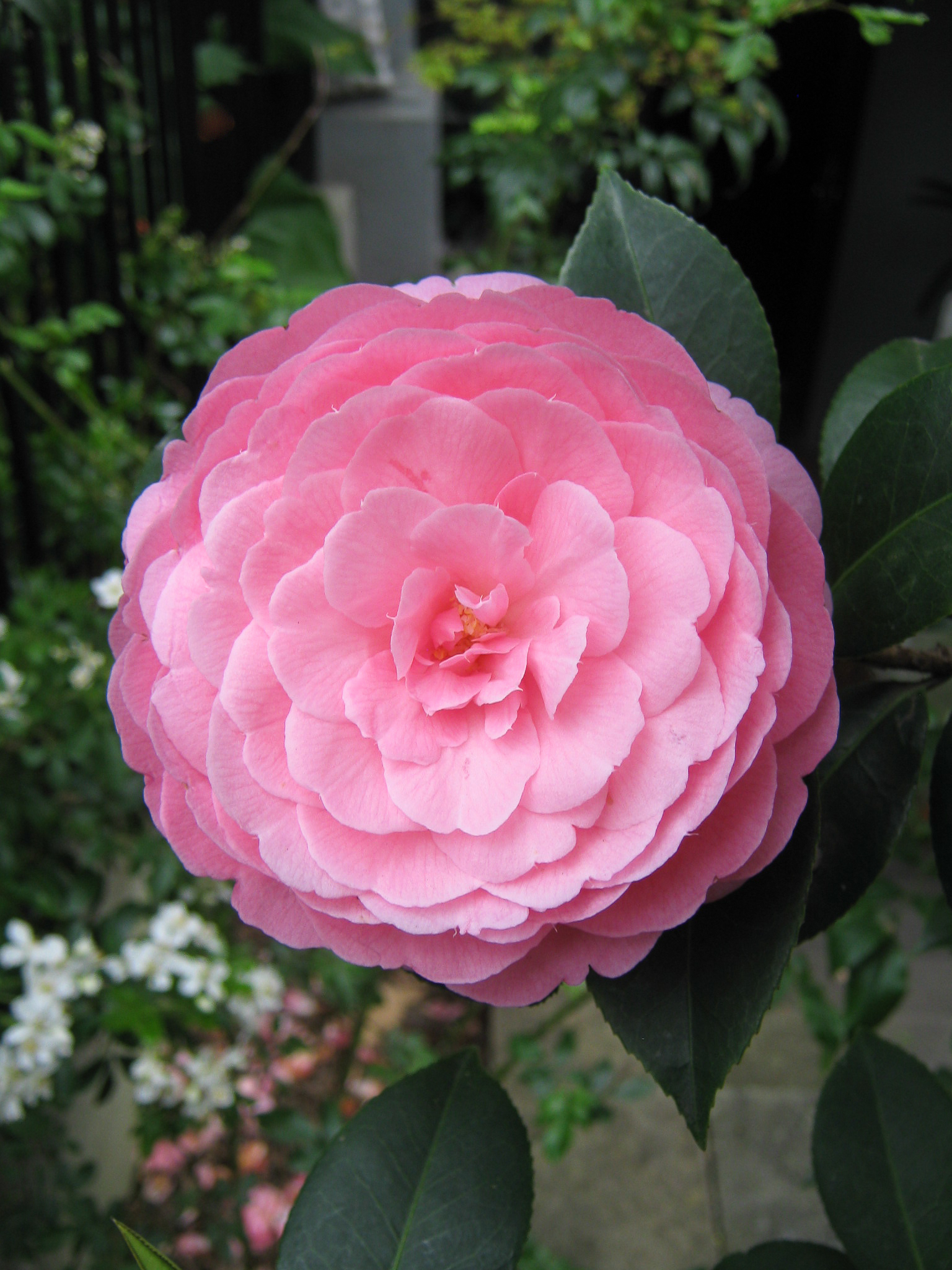
Camellia 'E.G. Waterhouse' gezüchtet von Waterhouse 1946 in Gordon, New South Wales

Eben Gowrie Waterhouse OBE CMG (* 29. April 1881 in Sydney, Australien; † 17. August 1977 in Killara) war ein australischer Pädagoge und Sprachenlehrer, Germanist und Gartenbauer sowie Pflanzenzüchter, der internationale Bekanntheit durch seine Beschäftigung mit Kamelien erlangte.

## Name
„Gowrie“ ist ein schottischer Name (ursprünglich wohl die Bezeichnung einer Region im heutigen Perthshire, gälisch: Gobharaidh); Eben eine Kurzform des hebräischen Namens Ebenezer (dt. Stein der Hilfe).

## Leben

### Jugend
Eben Gowrie Waterhouse (Gowrie für seine Freunde) wurde am 29. April 1881 in Sydney geboren. Er war der zweite von insgesamt drei Söhnen von Gustavus John Waterhouse und dessen Frau Mary Jane Vickery, die beide in Australien geboren waren. Seine beiden Großväter waren Engländer, eine Großmutter Schottin, die andere Deutsche. Auf seine deutsche Großmutter führte er seine lebenslange Liebe zur deutschen Sprache zurück. Sein älterer Bruder Gustavus Athol („Athol“; 1877–1950) wurde ein bekannter Entomologe und veröffentlichte den ersten umfassenden Katalog australischer Schmetterlinge. Sein jüngerer Bruder Leslie Vickery (Les) Waterhouse (1886–1945) wurde ein einflussreicher Bergbau-Ingenieur. Gowrie entwickelte schon als junger Mann im Verlauf von ausgedehnten Wanderungen (bushwalker) eine große Liebe zu Pflanzen, insbesondere den einheimischen.
Mit seinen Brüdern wurde Waterhouse an der Sydney Grammar School und der University of Sydney ausgebildet. Er erwarb B.A. in Französisch, Deutsch und Italienisch zwischen 1900 und 1903 und schloss „first class honours“ ab; außerdem erhielt er im Jahr 1901 den MacCallum Prize für Englisch und erwarb einen M.A. im Jahr 1919.

### Sprachen und Kultur
Nach vier Jahren als Lehrer an der King's School Parramatta und zwei Studienjahren im Ausland, an der Universität Leipzig, wo er Sprachen und Phonetik studierte, kehrte Waterhouse als Lehrer für Fremdsprachen an die Sydney Grammar zurück und führte sein System („direct method“) des Fremdsprachenlernens ein. Die Methode besteht darin, dass die Sprache in der Konversation vermittelt wird, wobei zunächst die Aussprache trainiert wird. Die zugehörigen grammatischen Strukturen folgten später. Seine Methode war so erfolgreich, dass er sehr bald als Mitarbeiter in das Sydney Teachers' Training College aufgenommen wurde. Seine Schüler verbreiteten die Methode von dort aus in die Schulen von New South Wales. Dann wurde er 1926 Associate Professor of German an der Universität Sydney und von 1938 bis 1946 Professor für Deutsch und Comparative Literature. Ab 1920 engagierte er sich in der Goethe-Gesellschaft, der Alliance française und der Dante Alighieri Art and Literary Society. Er gab seinen Lehrstuhl 1946 auf, blieb aber Honorary Curator of the University Grounds bis 1949.
Waterhouse lehrte, dass jeder sein individuelles Genie suchen und anwenden sollte und dass die höchste Form dieses Ausdrucks in Literatur und Kunst zu finden sei. Für ihn war das herausragendste Beispiel eines solchen Genies Goethe. Wenn Waterhouse sein eigenes Landschaftsgestalten und Gärtnern als eine Kunst beschreibt, impliziert dies auch, dass der Ausdruck von Waterhouses individuellem Genie in seinen Landschaftsgärten zu finden sei. Der Gipfel seiner Karriere als Germanist bestand in einem Vortrag, den er 1932 in der Great Hall der Universität Sydney zum hundertsten Todestag Goethes hielt.
In den 1930er Jahren unterstützte er die League of Nations an der Universität und darüber hinaus. Er schlug vor, in Sydney einen Club of International Culture zu gründen, um Missverständnisse zwischen Kulturen abzubauen und eine reichere kulturelle Entwicklung in Australien selbst zu fördern. Diese Ziele teilte er mit seinem englischen Freund Sir Henry Price, dem Mitbegründer des Royal Institute of International Affairs, der ebenfalls Kamelien-Enthusiast war. Waterhouse bereiste erneut Europa und erhielt kurz nach dem Röhm-Putsch (Nacht der langen Messer) durch sein Ansehen und seinen Einfluss die Gelegenheit, Interviews mit Hitler und Mussolini zu führen. Seine Einsichten wurden weit verbreitet: Er erlebte Hitler im persönlichen Gespräch als idealistisch, fanatisch und dramatisch, aber unsolide; Mussolini im Gegensatz dazu eher staatsmännisch. Joseph Goebbels hielt er für gefährlich und gerissen.
Mit über 80 Jahren brachte sich Waterhouse selbst noch Japanisch bei, um mit Japanern „Kamelien zu diskutieren“ („talk camellias“).

### Ehe
Am 1. Oktober 1912 heiratete Waterhouse Janet Frew Kellie, eine Schottin, die er beim Sprachstudium in Paris 1907 kennengelernt hatte. Das Paar hatte vier Kinder: Gordon Gowrie Waterhouse (1913–1986) wurde ein Gartenspezialist, der 1939 zusammen mit seinem Vater die Camellia Grove Nursery in St Ives gründete. Douglas Frew Waterhouse (1916–2000) wurde ein bekannter Entomologe an der Commonwealth Scientific and Industrial Research Organisation (CSIRO). Evan Wilson Waterhouse (1919–1970) gründete den Verlag Bellbird Books. Ian Kellie Waterhouse (1921–2013) wurde Gründungs-Professor für Psychologie an der Macquarie University.

## Eryldene

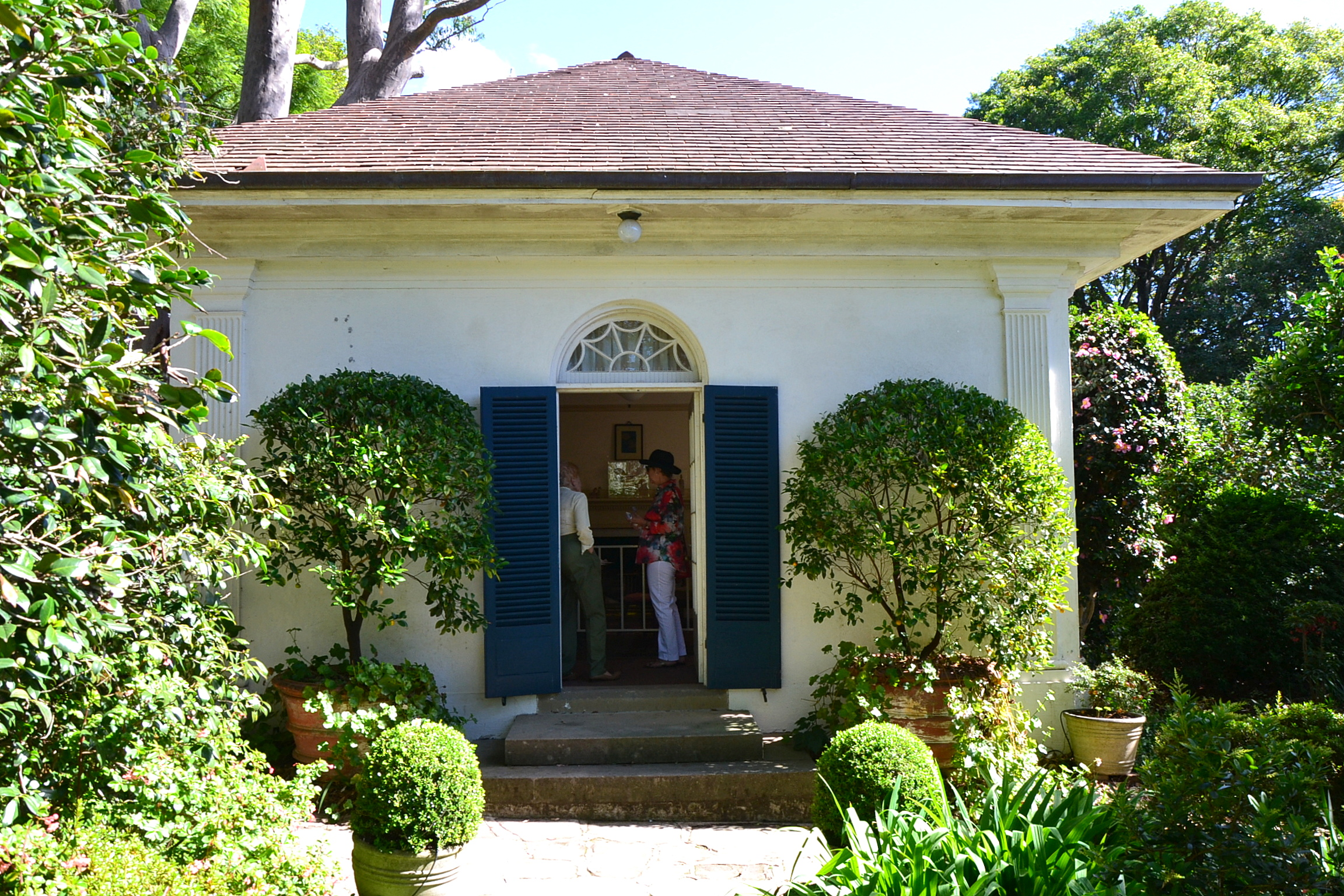
Garden Studio von Eryldene (Kamelien auf der rechten Seite).

Zwischen 1913 und 1936 hatte Waterhouse an der Adresse 17 McIntosh Street, Gordon ein Haus mit Garten auf einer Fläche von 0,2 ha (1/2 acre) gebaut. Er nannte es Eryldene, nach dem Geburtsort seiner Frau in Schottland. Die Waterhouses zogen mit ihrem Sohn Gordon 1914 ein. Der Garten wurde letztendlich verdoppelt; 1921 wurde das Grundstück erworben, das zur Straße auf der Rückseite gehörte. Das Haus, die „Open-air-Räume“ des Gartens und ein großer Teil der Gartengebäude wurden entworfen und gebaut von William Hardy Wilson in einem Stil des Georgian Colonial Revival nach Vorbildern aus Sydney und Hobart, sowie von Indian Bungalows derselben Epoche. Haus und Garten wurden als Einheit in der Tradition des Arts and Crafts Movement gesehen, auch wenn das Haus in einem anderen Stil ausgeführt wurde. Der Garten ist stärker symmetrisch und formal als die entsprechenden Arts-and-Crafts-Gärten. Indem sie die Achsen des Hauses verlängerten, waren die formalen Gartenräume angelegt vor einem Hintergrund von wilden Eukalypten. Diese formalen Räume wurden ausgestattet mit Waterhouses halb-formalen Pflanzungen. Waterhouse erläuterte dies in einem Artikel in The Home 1923. Eryldene wurde zum Maßstab für Gartengestaltung in Sydney in der ersten Hälfte des 20. Jahrhunderts (a touchstone for the Sydney gardens of the first half of the twentieth century).
In der Zwischenkriegszeit wurde Waterhouse ein führender Schiedsrichter in Sydney in Bezug auf Geschmack und im Bezug auf house-and-garden living, seine Gartenkonzeption ist noch immer bestimmend für die Gestaltung der Gärten im Gebiet von Sydney North Shore und Teilen von Melbourne.
Waterhouse glaubte, dass Büsche, speziell Kamelien „Große Persönlichkeit“ (great personality) in einem Garten vermittelten, ein Element, welches bis dahin in Australien vernachlässigt worden war. Letztendlich pflanzte er in seinem Garten mehr als 700 Kamelien-Varietäten – die größte private Sammlung in Sydney – wodurch auch der ursprüngliche Charakter des Gartens sich komplett änderte. Zur selben Zeit entstanden enorme Wohngebiete mit Haus- und Gartenanlagen im Gebiet von North Shore und Eryldene mit seinen Pflanzungen wurden überall in Sydney kopiert und in zahlreichen Ausgaben von The Home abgebildet, bis das Magazin seinen Schwerpunkt verlagerte und in den dreißiger Jahren eher Spanische „Cloisters“ (Klöster) und „Modernist Sundecks“ abbildete. Beinahe ein Jahrhundert später sind in den Vorstätten von Gordon, Killara, Pymble und Turramurra zwischen Mai und August außerordentliche Blütenschauen von Kamelien in jeder Form zu bewundern, genau wie in den Vorstädten von Melbourne Ivanhoe und Heidelberg.
Eryldene wurde zwischen den beiden Kriegen zu einem beliebten Treffpunkt für Führer in Meinung und Geschmack, besonders für diejenigen, die in Verbindung standen mit dem Magazin The Home von Sydney Ure Smith: William Hardy Wilson, Alfred und Jocelyn Brown, Adrian Feint, Paul Jones, Harold Cazneaux, John Moore und Leslie Wilkinson. Woodhouse war ein Freund der Künstler Lionel Lindsay, George Washington Lambert und Thea Proctor. Zu seinem Freundeskreis gehörte auch der State Governor Alexander Hore-Ruthven, 1. Earl of Gowrie und Lady Gowrie. Außerdem gehörten auch Linguisten der Universität, namentlich Christopher Brennan, zum Besucherkreis, den Waterhouse als großen Dichter schätzte.

## Landscape and Garden (Gartenarchitektur)
Waterhouse war auch einer der Protagonisten in den 1920ern und 1930ern, der „Gardening“ als Kunstform und Way of Life mitentwickelte. Seine Haltung verbindet jederzeit gelehrten Internationalismus mit unerschütterlichem Ästhetizismus. In The Home 1926 veröffentlichte er den Artikel Gardening as an Interpretative Art, der mit Fotos aus seinem eigenen Garten von Cazneaux illustriert war. Seine Argumentation erschien nochmals verfeinert und ausführlicher in Domestic Gardening as an Art 1943. Einjährige Blumen und Stauden reichten demnach nicht aus, um einen Garten als Kunstwerk zu kennzeichnen. Textur und Form, nicht nur Farbe allein, sollten die symphonische Wiederholung und Variation der Gartenelemente unterstützen. Gartenräume, die durch Wände und Hecken geformt werden, sollten mit „Möblierung“ (furniture) aus Kübelpflanzen und geometrischen Büschen ergänzt werden – Juniper, Hydrangea und Camellia. Größere „Möbel“stücke wurden durch klassische oder orientalische Tempelchen am Ende von Sandsteinpfaden gebildet. Der „Bodenbelag“ (floor covering) der Gartenräume war ein gut gepflegter Rasen. Seine Rolle bei der Strukturierung des Gartenraumes sollte nicht durch Inselbeete zerstört werden, sondern im Gegenteil betont werden durch gut bepflanzte Ränder. Form jedoch war nur eines von zahlreichen Kriterien. Waterhouse holte sich beispielsweise Rat, um zu erreichen, dass Schmetterlinge in entsprechenden Farben in die jeweiligen Gartenräume gelockt würden.
Rosen, die definitiven Pflanzen des Arts and Crafts Movement, wurden schwer entwertet als „too scraggy“ (zu dürr) für ein Waterhouse-Design. 1943 war die einzige Rosensorte, die er für Sydney empfahl, die 'Cramoisi Supérieur' aufgrund ihrer Kombination von strahlenden Farben und der festen runden Form. Die Schwarz-Pappel (Populus nigra, „Lombardy poplar“) andererseits hatte alle Eigenschaften, die Waterhouse in Form, Textur, Farbe und Klang schätzte. Wie zu Beginn in Eryldene erhielten viele seiner Landschafts-Architekturen formale Pappelreihen – die oft auch eng gepflanzt wurden als Hecke. Solche Pappelreihen wurden zu seinen Lebzeiten in den temperaten Klimaten Australiens ubiquitär, sind seither allerdings fast komplett wieder verschwunden.
Waterhouse träumte 1931 von einem riesigen Garten von 300 oder 400 acre Fläche (161 ha), in dem Farben und Formen die Funktion von Tongruppen in der Musik übernähmen. Der Garten sollte nicht nur ein irdisches Paradies sein, sondern auch ein Gesamtkunstwerk in Über-Wagnerianischen Dimensionen. Die Sydney Harbour Bridge (eröffnet 1932) sollte landschaftsarchitektonisch gestaltet werden. Um solche Gartenkunstwerke zu fördern, drängte er die Universität Sydney, eine Professur für Landscape and Domestic Gardening einzurichten.
Er freute sich auf den Tag, wenn diese School of Landscape Architecture eingerichtet werden würde, wo Menschen sich Inspiration holen und effektives Training bekommen könnten für die Arbeit, welche im Moment durch Amateure verrichtet wurde. Es war ein Zukunftstraum, aber er kämpfte für die Umsetzung.
Auf diese und auf andere Art wirkte er entscheidend mit an der Gründung des Berufs für Landscape Architecture in Australien.
Überbetonung von Cottage Gardens hatte die „dignity and personality“ von Bäumen, speziell australischen einheimischen Bäumen, verdrängt. In einem Entwurf für das McMaster Building der Universität Sydney zeichnete er eine Reihe Pappeln gegenüber der Fassade, die ihr an Höhe und Breite ebenbürtig sein sollten und auf einem Ende durch fünf Korallenbäume (Erythrina crista-galli, Coral trees) abgeschlossen werden sollte mit Blüten, deren Farbe zur Farbe der Ziegel passen sollte. Waterhouse ließ auch den geliebten und ikonischen Jacarandabaum (Jacaranda mimosifolia) im University of Sydney Quadrangle.
Mit Ermutigung durch den Vizekanzler der Universität gestaltete und bepflanzte Waterhouse das Gelände der Universität von 1925 bis 1949. Er gestaltete auch die Gärten um das Royal Prince Alfred Hospital und machte Entwürfe für die University of New England. Als der State Governor als Governor-General of Australia nach Canberra zog, verbrachte Waterhouse viel Zeit im Government House (Canberra) (Yarralumla) und betreute die Gartengestaltung durch Lady Gowrie. Sechzehn Jahre später widmete er ihr eine Kamelie, eine seiner „eight or nine really good varieties“.
Sein letztes Buch beschrieb den Gebrauch von Kamelien im Ikebana, wo Waterhouses Ehefrau Janet eine bekannte Expertin war.

## Kamelien

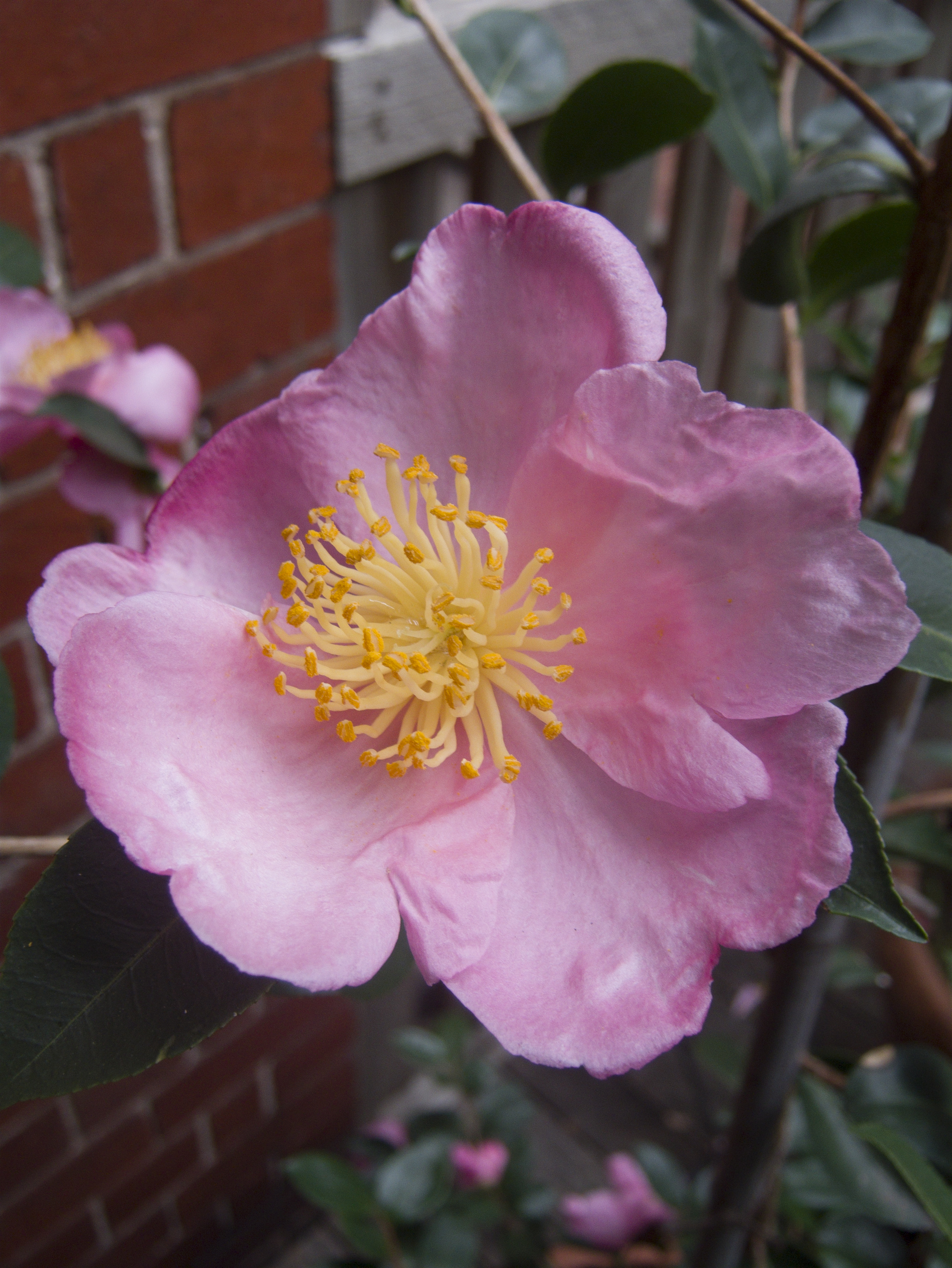
Camellia sasanqua 'Plantation Pink', Waterhouse 1942

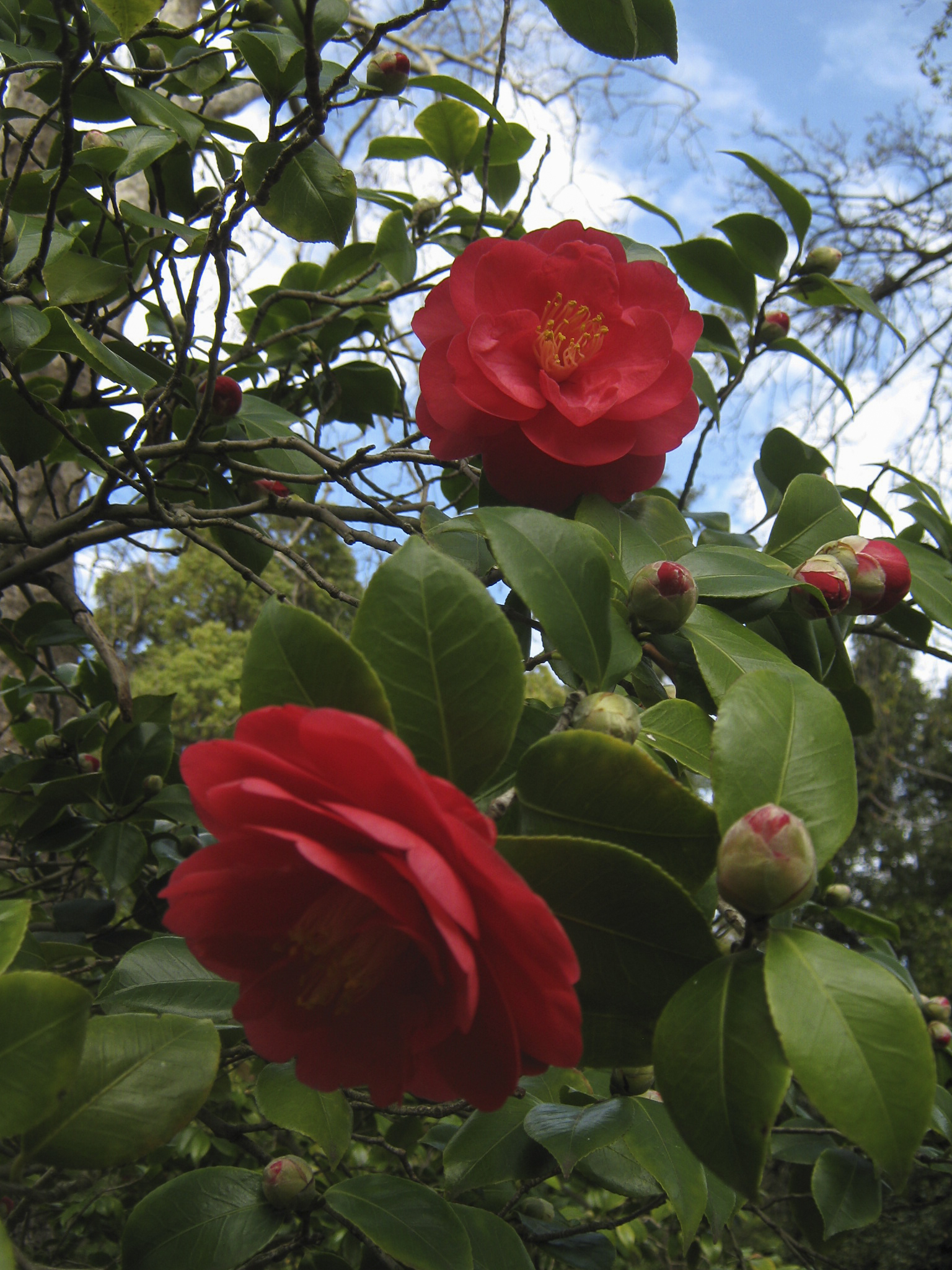
Camellia japonica 'Somersby', Waterhouse 1944

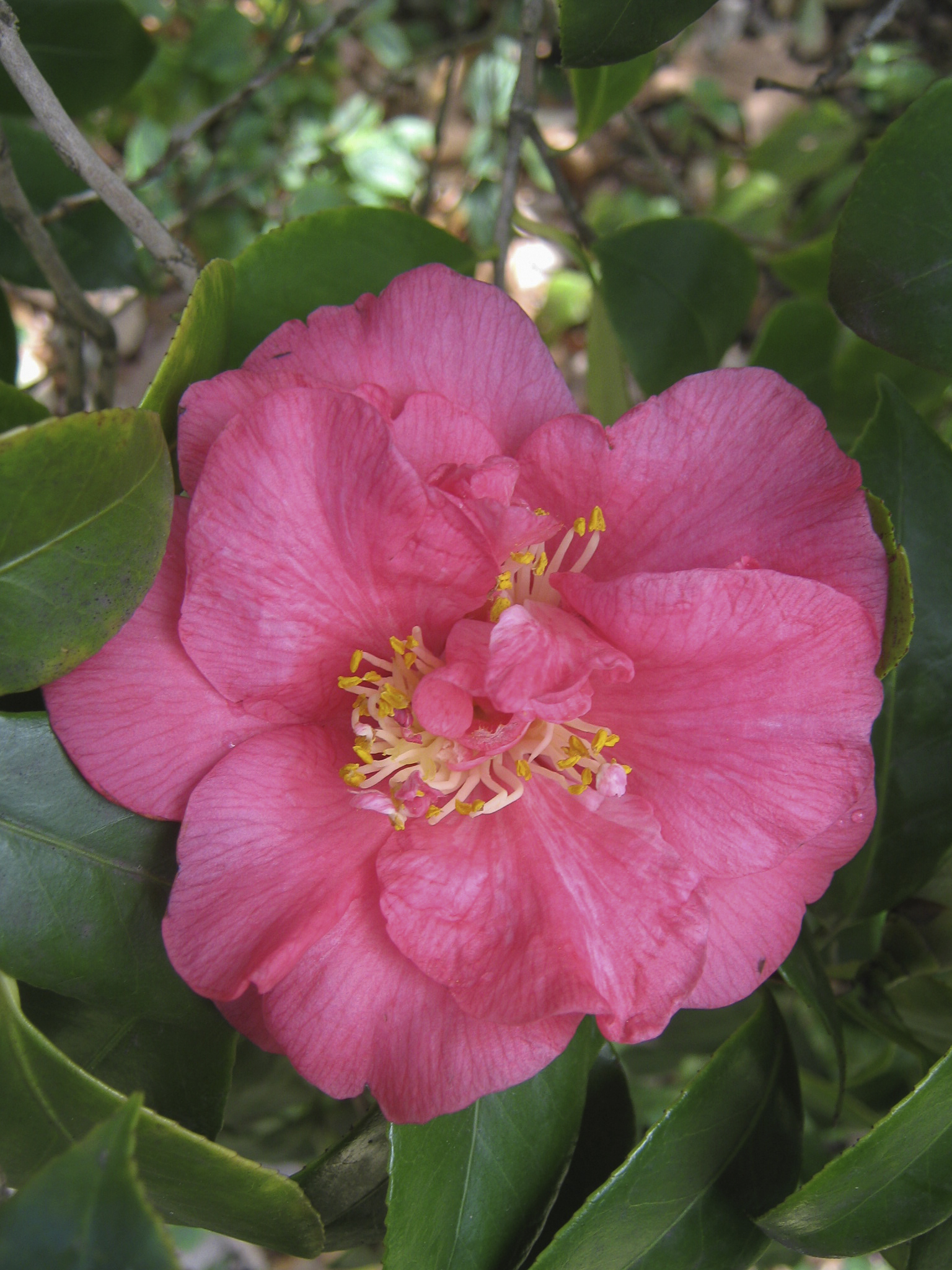
Camellia japonica 'Beverley Caffin Rosea', Waterhouse 1947

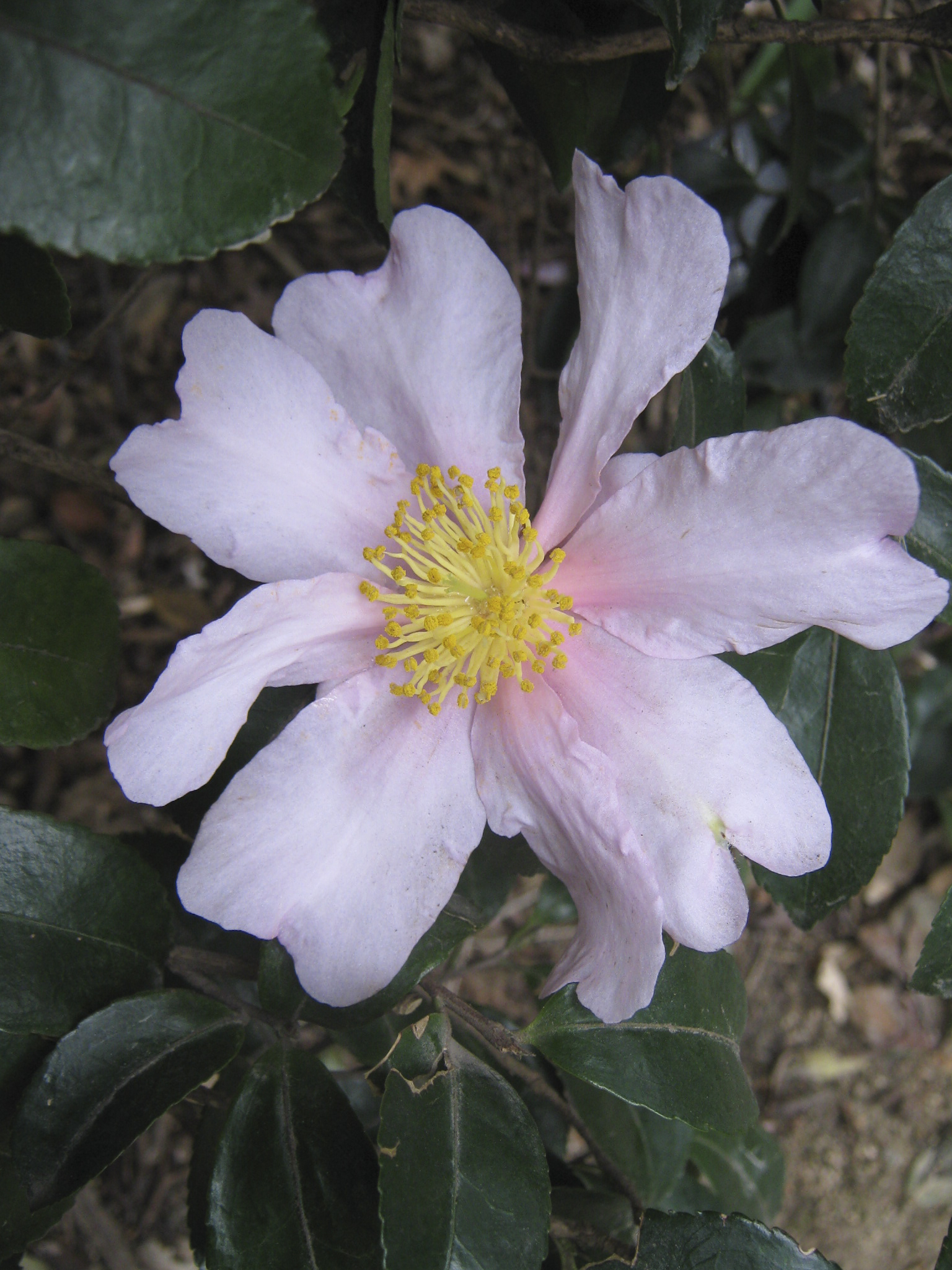
Camellia sasanqua 'Exquisite' (Waterhouse), Waterhouse 1947

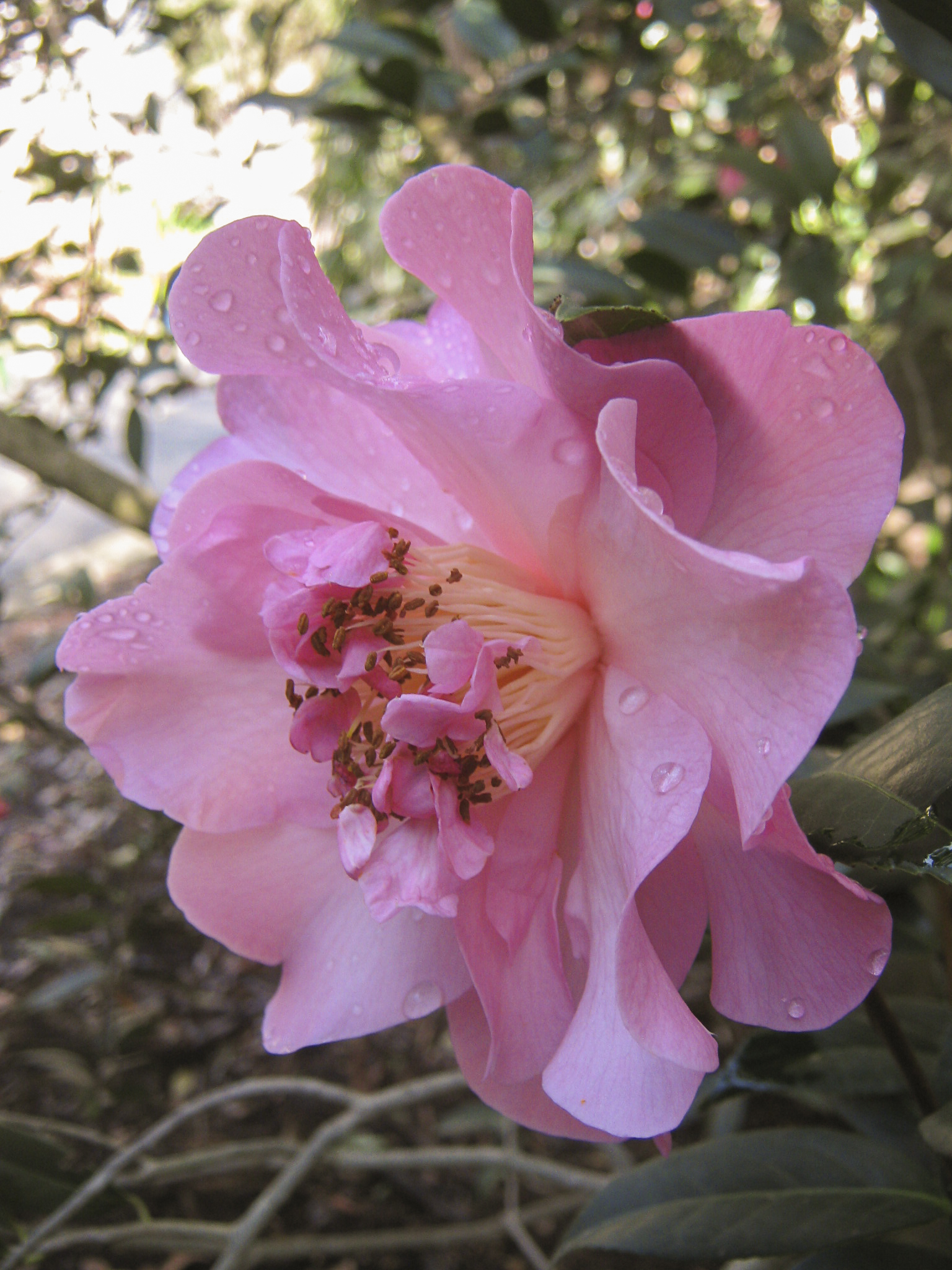
Camellia X williamsii 'Lady Gowrie', Waterhouse 1951

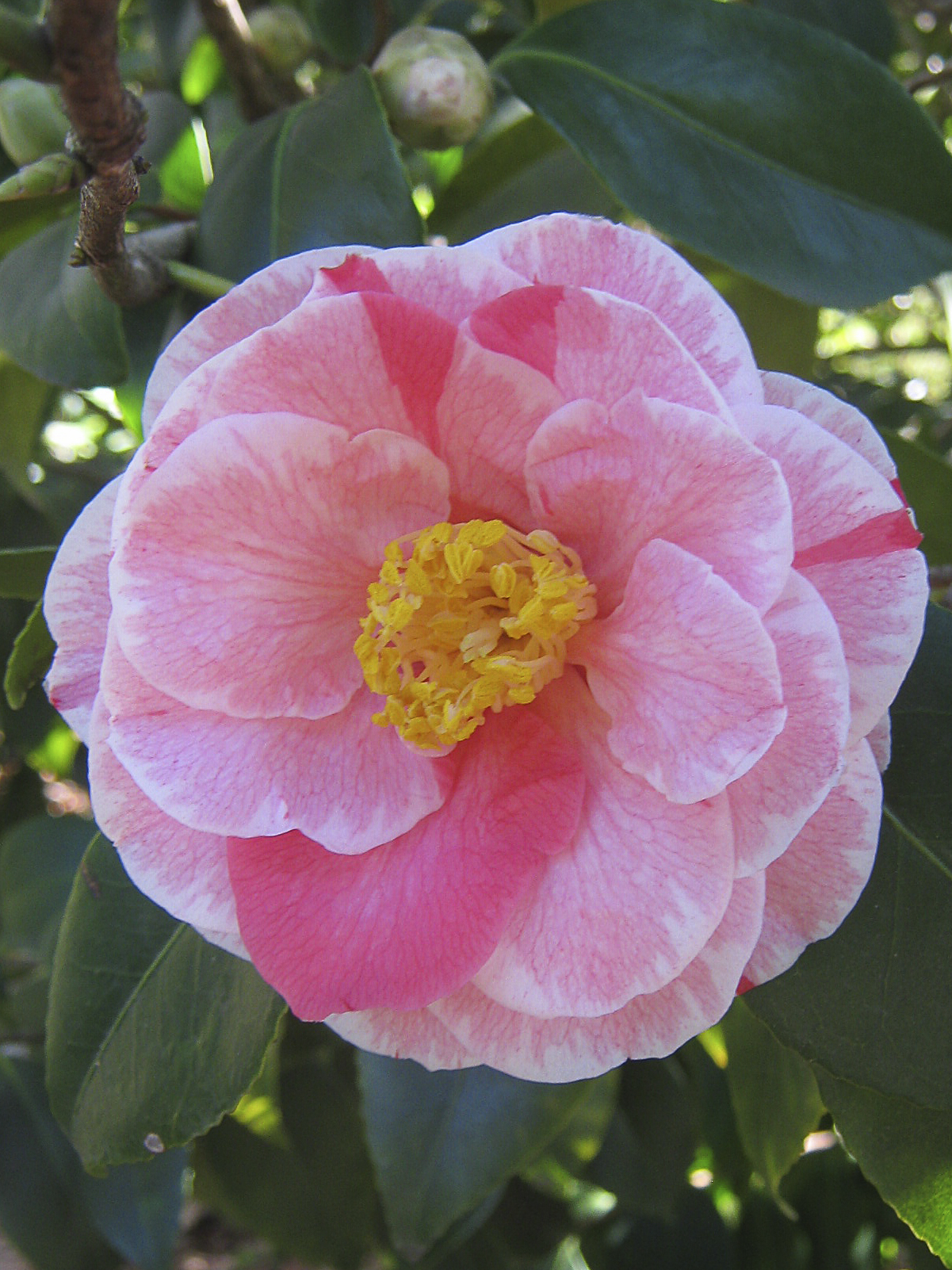
Camellia japonica 'Nancy Bird', Waterhouse 1952

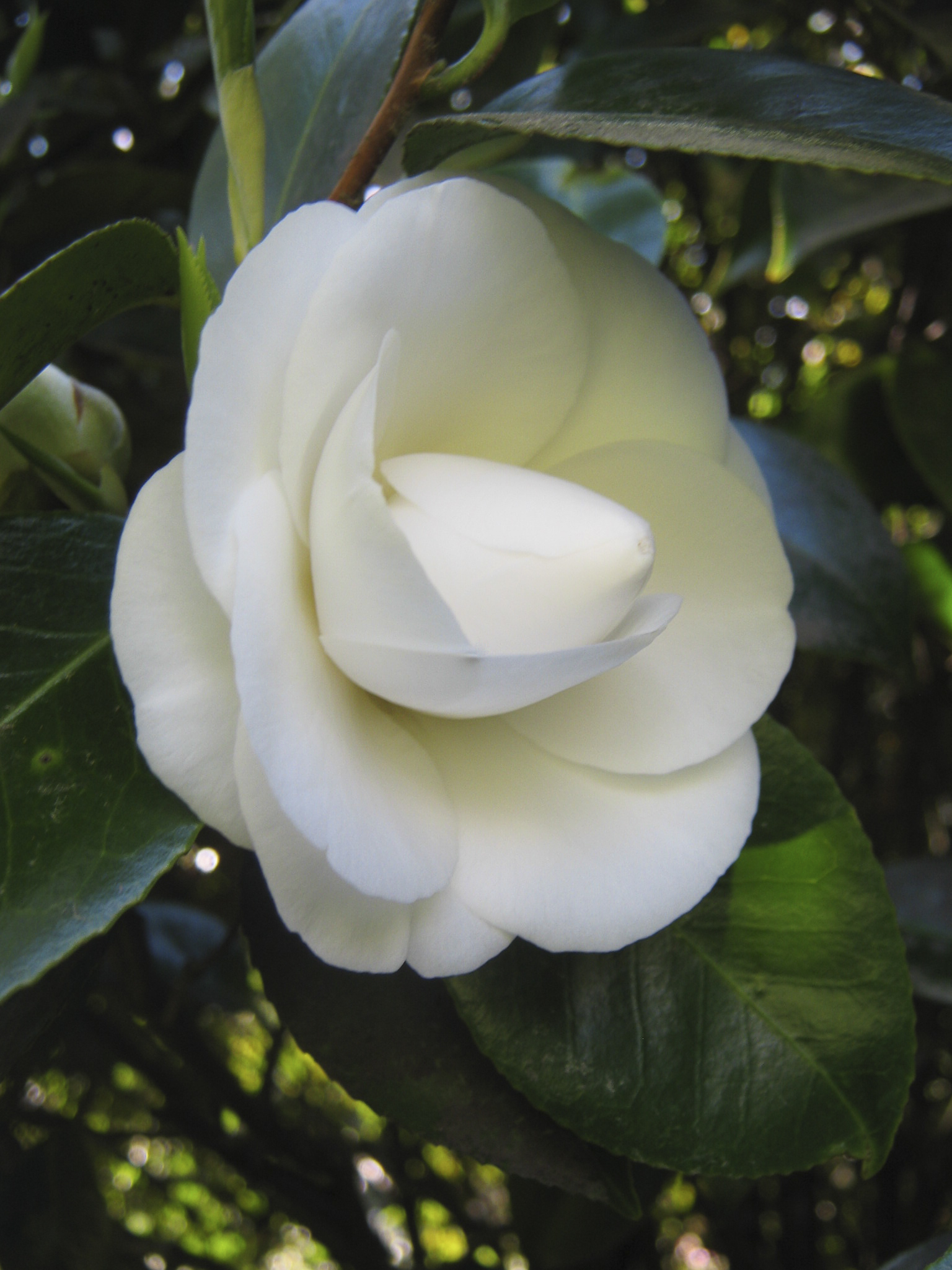
Camellia japonica 'Janet Waterhouse', Waterhouse 1952

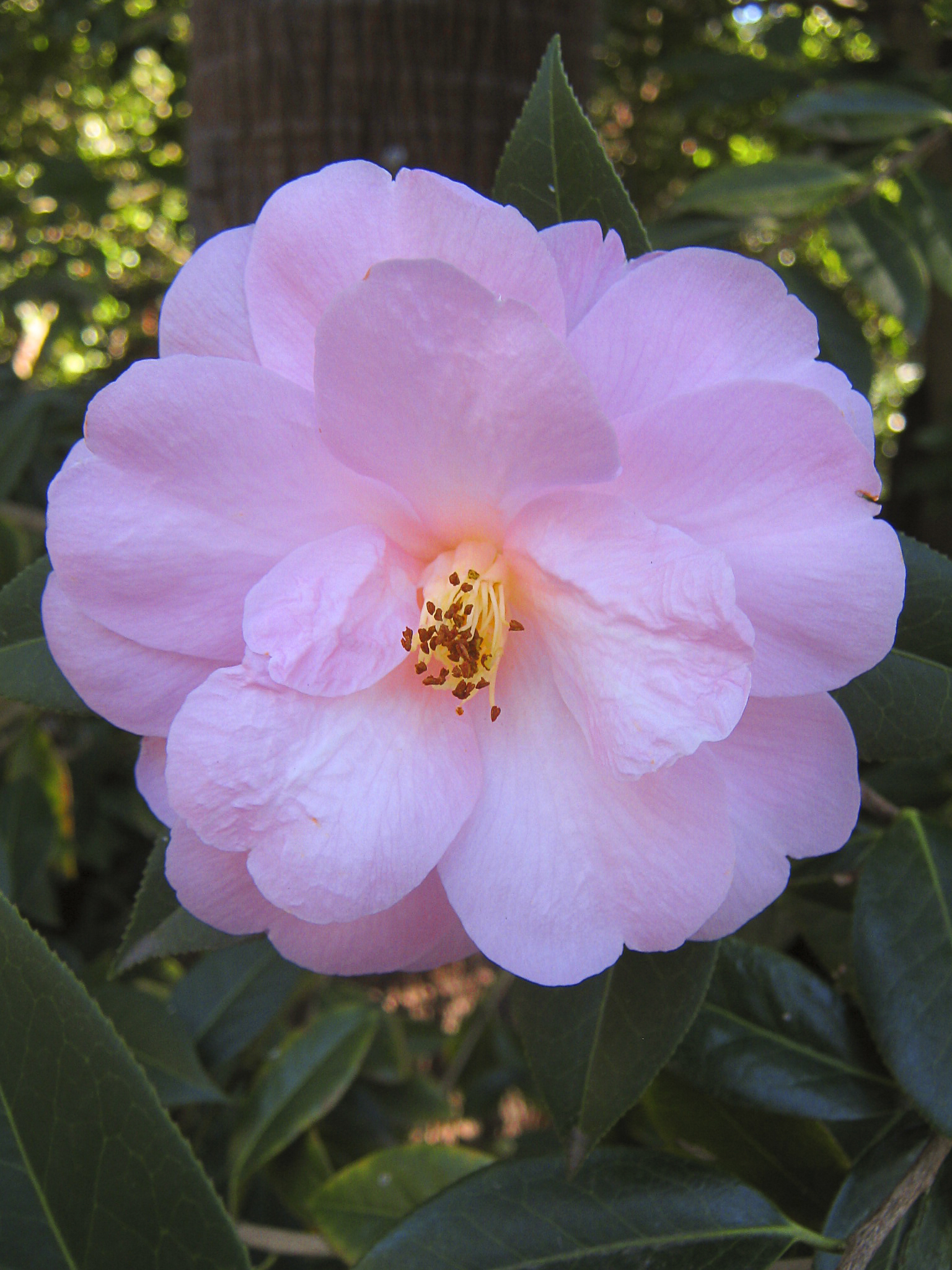
Camellia X williamsii 'Margaret Waterhouse', Waterhouse 1957

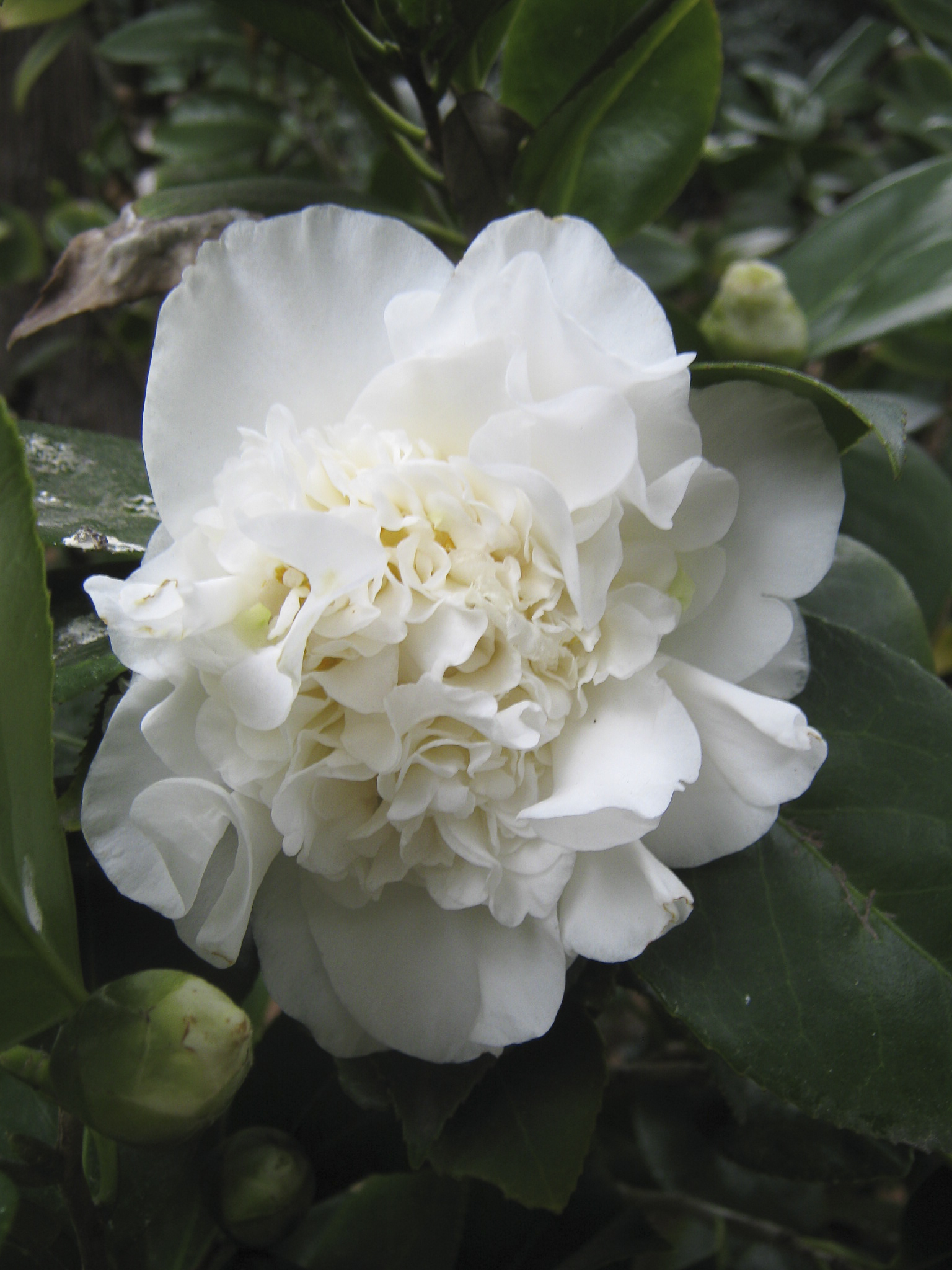
Camellia japonica 'Merrillees', Waterhouse 1957

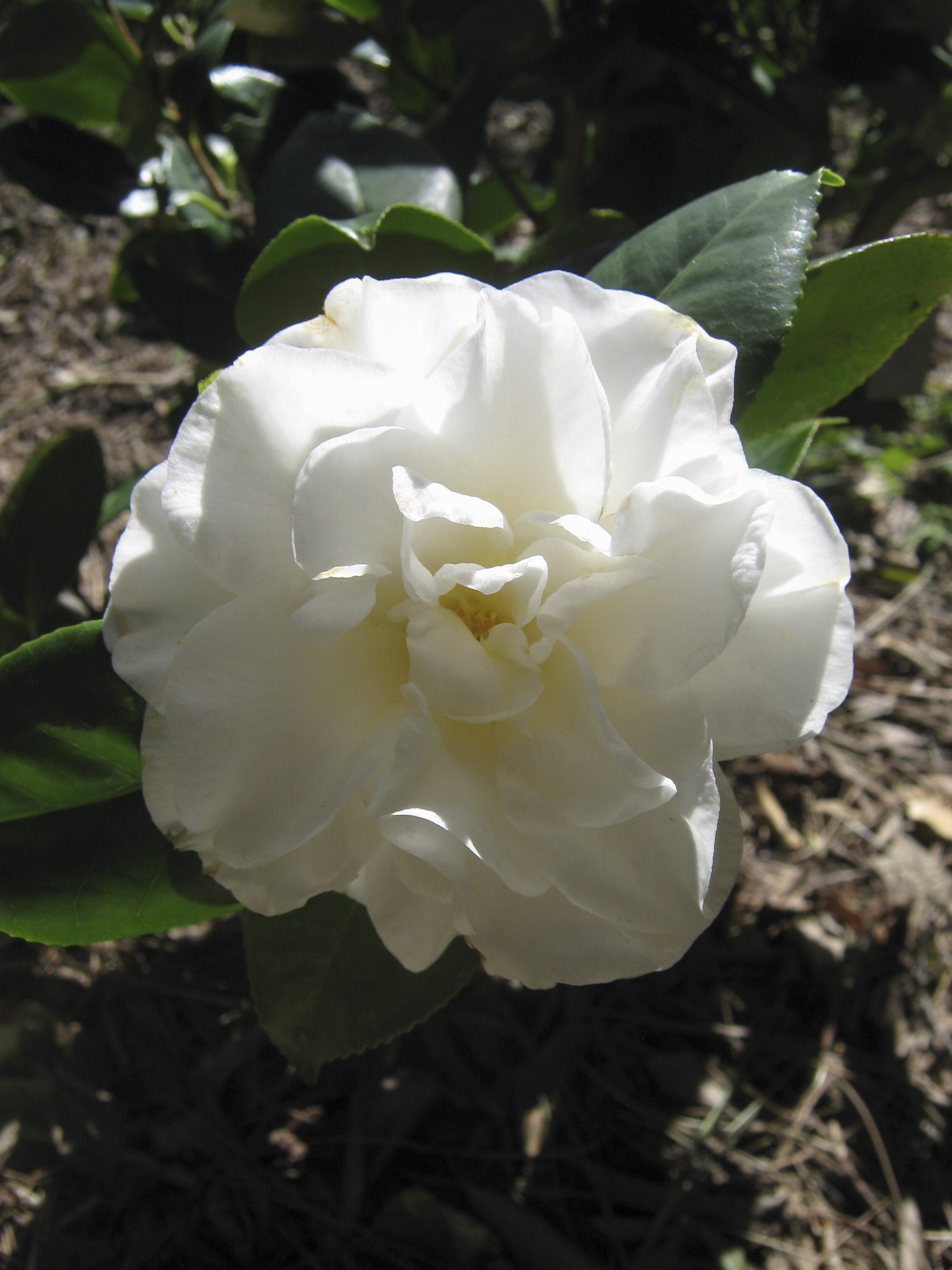
Camellia japonica 'Polar Bear', Waterhouse 1957

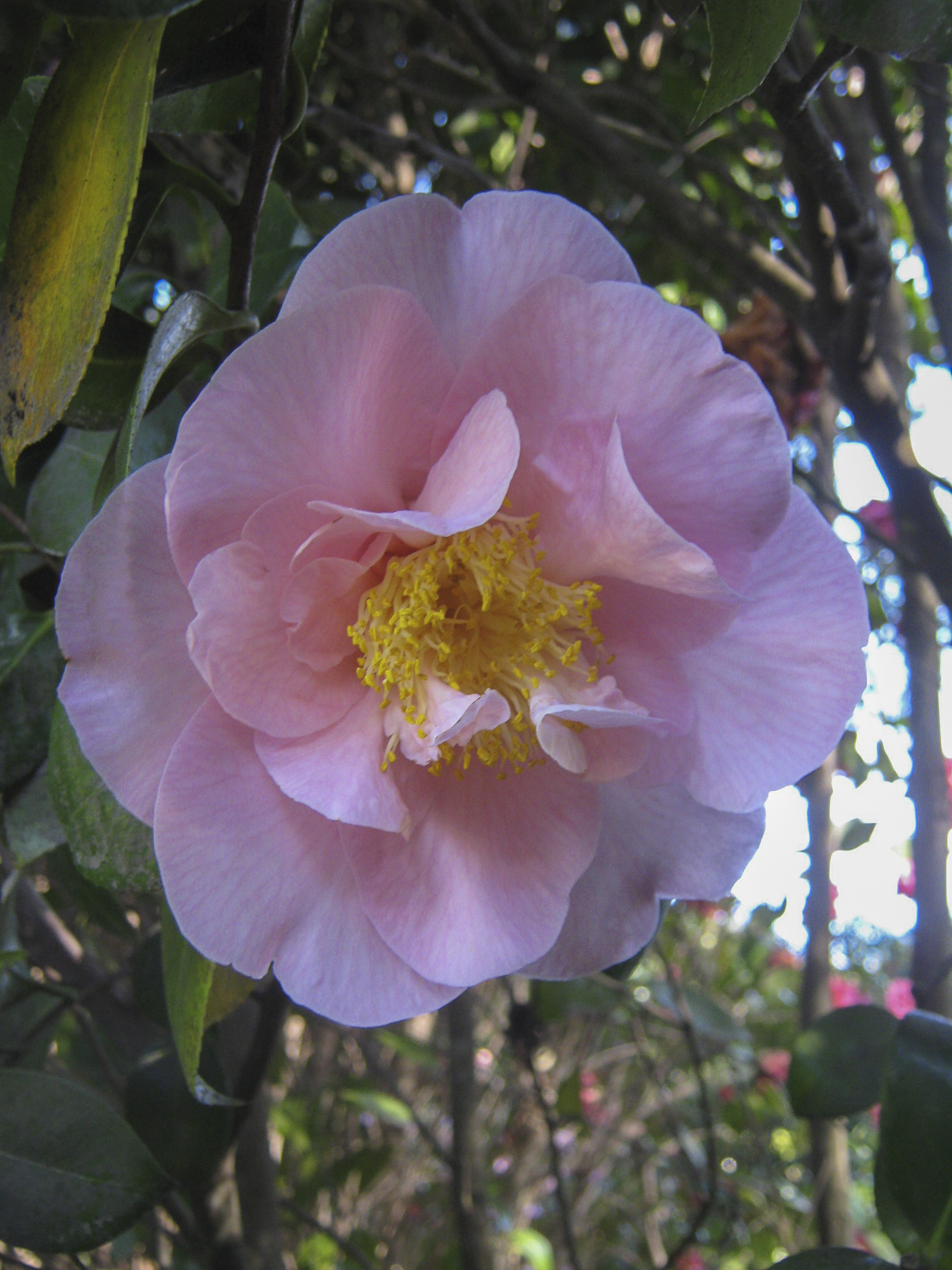
Camellia japonica 'Betty Cuthbert', Waterhouse 1962

Im Westen hatte das Interesse an Kamelien als Luxusblumen zwischen 1840 und 1890 Hochzeit gehabt. Seither war es zu Gunsten von Orchideen wieder geschwunden. Ab 1914 brachten Waterhouses Schriften und seine Züchtungen eine Renaissance hervor. Zwischen 1930 und 1960 wurden Kamelien wieder zur Modepflanze (sogar in Japan), diesmal als Waldbäume in den warmen Klimaten. Sein Einfluss machte sich dementsprechend viele Jahre bemerkbar, bevor Sacheverell Sitwell 1936 sein Buch Old Fashioned Flowers veröffentlichte.
Waterhouse prägte früh die Meinung, dass die reichen und gut gewässerten Böden der North Shore ideal für Pflanzen aus Waldlichtungen seien, vor allem Japanische Azaleen und Kamelien. Allerdings waren die Namen der erhältlichen Sorten zutiefst durcheinander und die besten Unternehmungen, sie zu züchten und zu ziehen, waren schlecht durchdacht. 1952 gründete Waterhouse zusammen mit vier anderen Enthusiasten die Australian Camellia Research Society. 1958 hatte diese 320 Mitglieder. Waterhouse wurde einer der weltweit führenden Gelehrten im Gebiet von Kamelien. Die International Camellia Society, deren erster Präsident er 1962 wurde, verzeichnet über 150 Einträge von Kamelien, die von Waterhouse identifiziert, gezüchtet, entdeckt, umbenannt oder umklassifiziert worden sind. Darunter befinden sich Kamelien, die ursprünglich von Sir William Macarthur von Camden Park 1820 bis 1861 im kolonialen New South Wales importiert oder gezüchtet worden waren. Das enorme Werk, die Namen der Kamelien in Australien zu rationalisieren, wurde von Waterhouse zusammen mit A.W. Jessep vom Melbourne Botanic Gardens und Walter Hazelwood von Hazelwoods' Nursery außerhalb Sydneys vollbracht.
1970 brachte Waterhouse eine „National Collection“ von Kamelien auf zwei Hektar Land in Sutherland Shire, bei Caringbah, Sydney, zusammen. Die Sammlung wurde nach seinem Tod in E.G. Waterhouse National Camellia Gardens umbenannt. Sie umfasst mehr als 450 Kultivare und Arten.
Das Züchten der Kamelien führte zur Entdeckung zahlreicher natürlicher Sämlinge und Spielarten. Daneben machte Waterhouse zahlreiche Varietäten bekannt und züchtete neue Kreuzungen. Die erste davon war 'Plantation Pink' 1942. Viele von diesen Varietäten sind noch immer auch kommerziell erhältlich.

### Kamelien aus Waterhouses Zucht
| Name                       | Jahr | Typ                              | Form und Farbe | Erhältlich                  |
| -------------------------- | ---- | -------------------------------- | --- | --------------------------- |
| Plantation Pink            | 1942 | C. sasanqua                      | Single pink einfach rosa                                                                                               | Grünes Häkchensymbol für ja |
| Beverley Caffin            | 1944 | Seedling of 'Jean Lyne'?         | Double white with carmine flakes doppelt, weiß mit karminroten Flecken                                                 | Grünes Häkchensymbol für ja |
| Somersby                   | 1944 | C. japonica                      | Ruby red with darker edges, double rose to peony form Tiefrot mit dunklen Rändern, doppelte Rose- bis Päonien-Form     | Grünes Häkchensymbol für ja |
| Bowen Bryant               | 1946 | C. x williamsii hybrid           | Semi-double rose pink Semi-Doppel Rosen-Rosa                                                                           | Grünes Häkchensymbol für ja |
| Charles Colbert            | 1946 | C. x williamsii hybrid           | Semi-double, incurved amaranth rose Semi-Doppel, gekrümmte Blütenblätter, Amaranth-Rot                                 | Grünes Häkchensymbol für ja |
| Clarrie Fawcett            | 1946 | C. x williamsii hybrid           | Semi-double amaranth rose Semi-Doppel, Amaranth-Rot                                                                    | Grünes Häkchensymbol für ja |
| Crinkles                   | 1946 | C. x williamsii hybrid           | Semi-double, crinkled amaranth rose petals Semi-Doppel, mit Fältchen, Amaranth-Rot                                     | Grünes Häkchensymbol für ja |
| E.G. Waterhouse            | 1946 | C. x williamsii hybrid           | Imbricated pink überlappend rosa                                                                                       | Grünes Häkchensymbol für ja |
| Farfalla                   | 1946 | C. x williamsii hybrid           | Single pink hanging bell einfache rosa hängende Glocke                                                                 | Grünes Häkchensymbol für ja |
| Henry Price                | 1946 | C. japonica                      | Deep crimson double tief blutrot doppelt                                                                               | Grünes Häkchensymbol für ja |
| Lilian Pitts               | 1946 | C. japonica                      | Single to semi-double white flaked carmine einfach bis Semi-doppelt karminrot mit weißen Flecken                       | Grünes Häkchensymbol für ja |
| Sayonara                   | 1946 | C. x williamsii hybrid           | Semi-double clear pink Semi-Doppel, klares Rosa                                                                        | Grünes Häkchensymbol für ja |
| Beverley Caffin Rosea      | 1947 | Sport of 'Beverley Caffin'       | Semi-double, rose-red Semi-Doppel, Rosenrot                                                                            | Grünes Häkchensymbol für ja |
| Exquisite (Waterhouse)     | 1947 | C. sasanqua                      | Palest pink single leichtestes rosa einfach                                                                            | Grünes Häkchensymbol für ja |
| Lilian Pitts Rosea         | 1947 | Sport of 'Lilian Pitts'          | Single to semi-double pink flaked carmine einfach bis semi-Doppel, Karminrot mit rosa Flecken                          |                             |
| Maroona                    | 1948 | C. japonica                      | Wine red anemone form Weinrot, Anemonen-Form                                                                           | Grünes Häkchensymbol für ja |
| Mignonne                   | 1949 | C. sasanqua seedling             | Light pink formal double helles Rosa, formal Doppel                                                                    | Grünes Häkchensymbol für ja |
| Lady Gowrie                | 1951 | C. x williamsii hybrid           | Loose pink semi-double locker, rosa, Semi-Doppel                                                                       | Grünes Häkchensymbol für ja |
| Andromeda                  | 1952 | Seedling from 'Sodegakushi'      | Double white with carmine streaks doppelt weiß mit karminroten Streifen                                                | Grünes Häkchensymbol für ja |
| Adrian Feint               | 1952 | C. japonica                      | Semi-double white with crimson stripes Semi-Doppel weiß mit blutroten Streifen                                         | Grünes Häkchensymbol für ja |
| Campanella                 | 1952 | Seedling of 'Suibijin'           | Single light pink einfach hell-rosa                                                                                    | Grünes Häkchensymbol für ja |
| Dainty Maiden              | 1952 | Seedling of 'Suibijin'           | Semi-double rhodamine pink semi-doppel, Rhodamin-rosa                                                                  | Grünes Häkchensymbol für ja |
| Janet Waterhouse           | 1952 | C. japonica                      | Semi-double pure white semi-doppel, rein-weiß                                                                          | Grünes Häkchensymbol für ja |
| Nancy Bird                 | 1952 | C. japonica                      | Semi-double, pale rose with crimson streaks semi-doppel, fahlrot mit blutroten Streifen                                | Grünes Häkchensymbol für ja |
| Roberta                    | 1952 | Sport of 'Paul Jones'            | Large semi-double light pink Groß, semi-Doppel, hell-rosa                                                              |                             |
| Robin                      | 1952 | C. japonica                      | Single cherry red einfach Kirschrot                                                                                    | Grünes Häkchensymbol für ja |
| Shocking Pink              | 1955 | C. saluenensis seedling          | Tyrian rose to formal double Tyrenische Rose, formal Doppel                                                            | Grünes Häkchensymbol für ja |
| E.G. Waterhouse variegated | 1957 | Sport of 'E.G. Waterhouse'       | Pink splotched white weiß mit rosa Klecksen                                                                            | Grünes Häkchensymbol für ja |
| Margaret Waterhouse        | 1957 | C. x williamsii hybrid           | Semi-double soft pink semi-doppel, weiches rosa                                                                        | Grünes Häkchensymbol für ja |
| Merrillees                 | 1957 | C. japonica                      | Large, informal double white Groß, informal doppelt weiß                                                               | Grünes Häkchensymbol für ja |
| Polar Bear                 | 1957 | Seedling of 'Great Eastern'      | Large creamy-white showing stamens Groß, cremeweiß, die Staubgefäße zeigend                                            | Grünes Häkchensymbol für ja |
| Ellamine                   | 1958 | C. saluenensis hybrid            | Single pink einfach, rosa                                                                                              | Grünes Häkchensymbol für ja |
| Kurrajong                  | 1959 | Seedling of 'Great Eastern'      | Creamy white formal double Crémeweiß, formal doppelt                                                                   | Grünes Häkchensymbol für ja |
| Paul Jones Supreme         | 1958 | Seedling of 'Paul Jones'         | Semi-double white with carmine stripes semi-doppelt weiß mit karminroten Streifen                                      | Grünes Häkchensymbol für ja |
| Mars Variegated            | 1960 | Virus-variegated form of 'Mars'  | Semi-double turkey red blotched white semi-doppel, türkischrot, weiß-bekleckert                                        | Grünes Häkchensymbol für ja |
| Betty Cuthbert             | 1962 | Seedling of 'Yoijibin'           | Informal double, Neyron pink informal doppelt, Neyron-Rosa                                                             | Grünes Häkchensymbol für ja |
| Moonflower                 | 1962 | C. japonica                      | Large single white Groß einfach weiß                                                                                   |                             |
| St Ives                    | 1962 | C. japonica                      | Large loose informal white, peppered with carmine spots Groß, locker informal weiß, gepfeffert mit karminroten Punkten |                             |
| Sylphide                   | 1962 | C. japonica                      | Medium large pink informal double mittelgroß, rosa, informal doppelt                                                   |                             |
| Tatters                    | 1962 | C. x williamsii                  | Medium informal double white mittelgroß informal doppelt, weiß                                                         | Grünes Häkchensymbol für ja |
| Weroona                    | 1963 | C. sasanqua                      | Semi-double white rose-stained edges semi-doppel, weiß mit Rosenrot gerändert                                          | Grünes Häkchensymbol für ja |
| Lady's Maid                | 1964 | Seedling of 'Lady Gowrie'        | Semi-double light orchid pink semi-doppel, helles Orchideen-Rosa                                                       | Grünes Häkchensymbol für ja |
| Candy Stripe (Waterhouse)  | 1965 | Seedling of 'Doris Tagg'         | White with red radial stripes weiß mit radialen roten Streifen                                                         | Grünes Häkchensymbol für ja |
| Barbara Mary               | 1965 | C. japonica                      | Scented, blush pink, peony form duftend, rosarot, Päonien-Form                                                         | Grünes Häkchensymbol für ja |
| Bells                      | 1965 | C. x williamsii hybrid           | Single, mauvy pink einfach, lila-rosa                                                                                  |                             |
| Red Moon                   | 1965 | C. japonica                      | Deep rose red, semi-double tief rosenrot, semi-doppel                                                                  | Grünes Häkchensymbol für ja |
| Sheridan                   | 1965 | C. japonica                      | Single rose-red trumpets with bluish veins einfach rosenrote Trompeten mit bläulichen Adern                            | Grünes Häkchensymbol für ja |
| Tahiti                     | 1965 | C. japonica                      | Medium bright red single, spreading stamens mittel strahlendrot, mit ausgebreiteten Staubblättern                      | Grünes Häkchensymbol für ja |
| Glacier                    | 1968 | Seedling of 'Somersby'           | Semi-double snow white semi-doppel schneeweiß                                                                          | Grünes Häkchensymbol für ja |
| Caroline Simpson           | 1970 | Sport of 'Lady Vansittart White' | Single white with centre heavily veined pink einfach weiß mit stark rosagefärbten Adern im Zentrum                     |                             |
| Mimsie                     | 1970 | C. sasanqua seedling             | Single to semi-double slatey pink einfach bis semi-doppel, slatey-rosa                                                 |                             |
| Mary Armati                | 1971 | C. uraku seedling                | Semi-double blush pink semi-doppel, rosarot                                                                            |                             |
| Alex Blackadder            | 1972 | Seedling of 'Suibijin'           | Claret-rose semi-double Claret-Rot, semi-doppel                                                                        |                             |

## Sammlung
Waterhouse begann in den 1920ern Kunst zu sammeln. Er war ein anspruchsvoller Sammler von Stücken aus China, Persien und Europa. Insbesondere sammelte er persische Teppiche und Gefäße sowie chinesische Schriftrollen, Porzellan, Dachziegel und Gemälde. Die Tang-Dynastie war seine liebste Periode. Zeitgenössische Innenaufnahmen von Eryldene zeigen chinesische Kunst und Wasserfarbenbilder von Kamelien an den Wänden. Waterhouse war zwischen 1938 und 1962 Trustee der Art Gallery of New South Wales, die letzten beiden Jahre als Präsident.

## Ehrungen
1933 Waterhouse wurde von König Viktor Emanuel III. von Italien für seine Verdienste um die italienische Kultur im Ausland zum Ritter geschlagen. Waterhouse erhielt 1957 als „Ordinarius und Leiter des German Department, Universität Sydney“ die Goethe-Medaille für seine Arbeit als Germanist.
1962, in dem Jahr, in dem die International Camellia Society gegründet wurde, wurde er mit dem Order of the British Empire (OBE) für seine Dienste an der Gemeinschaft ausgezeichnet. Die Royal Horticultural Society verlieh ihm 1966 ihre Veitch Memorial Medal für Dienste im Bereich der Gartenkunst. 1976 wurde ihm der Order of St Michael and St George (CMG) für Dienste im Bereich der Gartenkunst verliehen.

## Tod
Waterhouse starb im August 1977 im Alter von 96 Jahren in Killara. Janet war bereits 1973 mit 88 Jahren gestorben. Das Ku-ring-gai Council erwarb sein Haus und Land von der Familie Waterhouse für 150.000 $ und unter der Ägide des Council übernahm der Eryldene Trust 1981 die Eigentümerschaft.

## Werke
- Waterhouse & J.A. Snowden: The initial stage in French by the direct method: a handbook for teachers containing detailed lesson-notes for fifty-two lessons. W.A. Gullick, Government Printer, Sydney 1913.
- The teaching of the French verb: being an outline method for the presentation and practice of the tenses and moods. Teachers' College Press, Sydney 1914.
- The Garden and the Home: being a lecture to the NSW Institute of Architects, 4. November 1925. In: Building: the magazine for the architect, builder, property owner and merchant. 12. November 1925, vol. 37, 219: 39–50.
- Liederbuch Shakespeare Head Press, Sydney 1932.
- Goethe, Centenary Address. Australasian Medical Publishing Co., Glebe, NSW 1932.
- Waterhouse & Adrian Feint (Illustrator), Paul Jones (Illustrator): Camellia Quest. Ure Smith, Sydney 1947.
- Waterhouse & Paul Jones (Illustrator): Camellia Trail. Ure Smith, Sydney 1952.
- The Magic of Camellias; Creative Ideas for Japanese Flower Arrangement. Ure Smith, Sydney 1968.